# Bertrana benuta
Bertrana benuta är en spindelart som beskrevs av Levi 1994. Bertrana benuta ingår i släktet Bertrana och familjen hjulspindlar.
Artens utbredningsområde är Colombia. Inga underarter finns listade.